# Goryphus depictus
Goryphus depictus là một loài tò vò trong họ Ichneumonidae.